# Heiner Geißler
Pour les articles homonymes, voir Geissler.
Heinrichjosef Georg Geißler, dit Heiner Geißler, est un homme politique allemand, né le 3 mars 1930 à Oberndorf am Neckar et mort le 12 septembre 2017 à Gleisweiler, qui appartenait à l'Union chrétienne-démocrate d'Allemagne (CDU) et au mouvement ATTAC.
Président des Jeunes chrétiens-démocrates du Bade-Wurtemberg au début des années 1960, il devient ministre régional des Affaires sociales du Land de Rhénanie-Palatinat en 1967, puis est choisi, dix ans plus tard, comme secrétaire général fédéral de la CDU par Helmut Kohl, en remplacement de Kurt Biedenkopf. Il entre au cabinet en 1982, au poste de ministre fédéral de la Famille et de la Santé, où il s'illustre notamment par la réforme de l'objection de conscience, du service civil et des études supérieures de médecine.
Il quitte le gouvernement en 1985, et son poste de secrétaire général quatre ans après, du fait de ses divergences de vue avec Kohl sur l'évolution du parti. Avec un mandat de douze ans, il détient le record de longévité à ce poste. En 2007, il a rejoint l'organisation ATTAC, dont il dit partager les idéaux en matière d'humanisation de la mondialisation.

## Biographie

### Formation

#### Engagement jésuite
Après avoir passé son Abitur en 1949 au gymnasium jésuite de Sankt Blasien, Heiner Geißler entre dans la compagnie de Jésus en tant que novice, et fait alors vœu de pauvreté, de chasteté et d'obéissance. Il quitte l'ordre quatre ans plus tard, à l'âge de 23 ans, reconnaissant qu'il ne pouvait respecter certains vœux – et ce n'était pas le vœu de pauvreté qui lui posait problème.

#### Études de droit
Heiner Geißler étudie ensuite la philosophie à l'université philosophique de Munich, gérée par les jésuites, puis entreprend des études supérieures de droit à l'université de Munich, qu'il termine en 1957 à l'université de Tubingen, par l'obtention de son premier diplôme juridique d'État. Il reçoit un doctorat en 1960, grâce à sa thèse sur l'objection de conscience telle que prévue par la Loi fondamentale de 1949, puis décroche son second diplôme juridique d'État deux ans plus tard.

### Carrière
Heiner Geißler commence aussitôt à travailler comme juge au tribunal local de Stuttgart, avant d'être recruté, toujours en 1962, comme chef de cabinet par Josef Schüttler (en), ministre du Travail du Land du Bade-Wurtemberg.

### Vie privée
Marié et père de trois enfants, il vit à partir de 1990 à Gleisweiler, mais son bureau se trouve à Dahn, toutes deux situées en Rhénanie-Palatinat.

## Engagement politique

### Activités au sein de la CDU

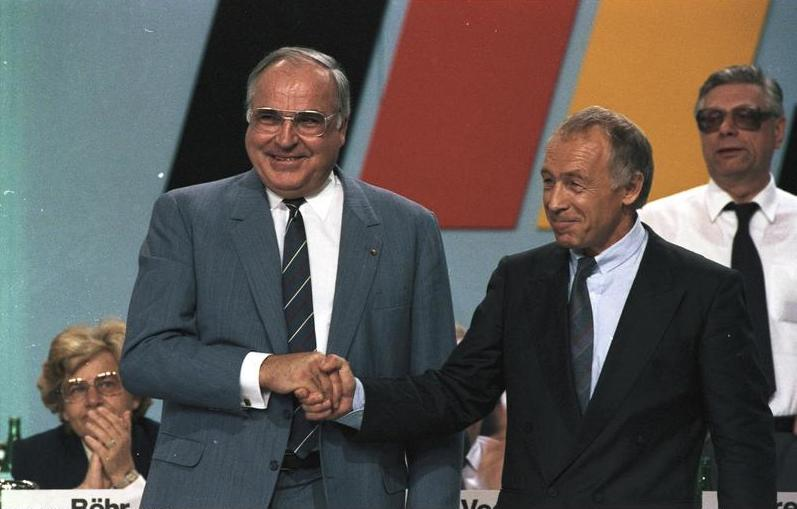
Heiner Geißler et Helmut Kohl au congrès de la CDU à Mayence en 1986.

En 1961, Heiner Geißler est élu président de la Junge Union (JU), organisation de jeunesse de la CDU/CSU, dans le Bade-Wurtemberg, conservant ce poste pendant quatre ans. Au congrès fédéral de l'Union chrétienne-démocrate d'Allemagne (CDU), organisé à Düsseldorf en 1977, Heiner Geißler est élu secrétaire général du parti en remplacement de Kurt Biedenkopf, sur proposition du président Helmut Kohl.
Au cours de son mandat de douze ans, soit le plus long de l'histoire de la CDU, il a dirigé la campagne du parti pour les élections fédérales de 1980, 1983 et 1987. Il assure également l'adoption d'un nouveau programme fondamental, de la nouvelle politique étrangère, et de la nouvelle politique des femmes, en 1985.
Au congrès de Brême, en 1989, Kohl ne propose pas son renouvellement, du fait de leurs divergences de vue sur l'avenir de la CDU, et le remplace par Volker Rühe. Il reste toutefois membre de la présidence fédérale jusqu'en 1998, et fait également partie du comité directeur fédéral de 1994 à 2002.
Le 26 novembre 1999, il admet, dans le cadre de « l'affaire des caisses noires de la CDU », l'existence de comptes bancaires secrets du temps de « l'ère Kohl ».

### Parcours institutionnel

#### Au niveau régional
Heiner Geißler est nommé ministre régional des Affaires sociales du Land de Rhénanie-Palatinat dans la coalition noire-jaune de Peter Altmeier le 18 mai 1967 et se voit reconduit quand Helmut Kohl remplace Altmeier comme ministre-président, le 19 mai 1969. Il est élu député au Landtag en 1971, où il siégera jusqu'en 1979, et reconduit peu après dans ses fonctions gouvernementales, avec le titre de ministre des Affaires sociales, de la Santé et des Sports. Lorsque Kohl cède sa place à Bernhard Vogel le 2 décembre 1976, il est maintenu au gouvernement. Il finit par démissionner le 23 juin 1977.
À ce poste, il a notamment assuré l'adoption de la première loi sur les crèches, d'une loi de réforme du système hospitalier, et surtout de la première loi de soutien aux activités sportives de l'histoire de l'Allemagne de l'Ouest. Il est également l'initiateur et le fondateur des premiers centres d'aide sociale.

#### Au niveau fédéral
Après avoir été une première fois député fédéral du Bade-Wurtemberg, élu dans la circonscription de Reutlingen, entre 1965 et 1967, Heiner Geißler retourne au Bundestag en 1980, comme député fédéral de Rhénanie-Palatinat, élu dans la circonscription de Südpfalz. À la suite de l'adoption d'une motion de censure constructive ayant porté Helmut Kohl au pouvoir le 1er octobre 1982, il est nommé ministre fédéral de la Jeunesse, de la Famille et de la Santé d'Allemagne le 4 octobre suivant.
Il met alors en œuvre une politique de réformes qui touche notamment l'objection de conscience, le service civil, les études supérieures de médecine et les conditions d'installation des nouveaux médecins. Il met en place l'allocation d'éducation, crée le congé parental et un système permettant de faire valoir ses années d'études dans le calcul de la pension de retraite.
Durant un débat parlementaire sur la double décision de l'OTAN et l'installation de missiles Pershing II en Allemagne de l'Ouest, il compare, le 15 juin 1983 dans une interview à Der Spiegel, la position du groupe Vert au Bundestag, défendue par Joschka Fischer et Otto Schily, qui consiste à évoquer un risque de guerre nucléaire en cas de déploiement des missiles, au camp de concentration d'Auschwitz-Birkenau. Bien qu'il évoque le fait que la pacifisme des écologistes diffère peu de celui qui prévalait dans les années 1930, il fait l'objet de fortes critiques, ce qui le conduit à réaffirmer qu'il faisait référence aux mouvements pacifistes britanniques et français, dont la politique d'apaisement avait encouragé Adolf Hitler à envahir d'autres pays « pour y instaurer sa politique raciste et d'assassinats massifs ».
Il quitte le gouvernement le 26 septembre 1985, au profit de Rita Süssmuth, et continue de siéger au Bundestag jusqu'aux élections fédérales de 2002. Il sera notamment vice-président du groupe des Unions CDU/CSU de janvier 1991 à octobre 1998.

### À partir de 1997

#### Médiateur du travail
À partir de 1997, Heiner Geißler est appelé plusieurs fois comme médiateur de la négociation collective. Il est ainsi quatre fois conciliateur dans le domaine du bâtiment et travaux publics entre 1997 et 2002, et médiateur dans le conflit social de 2006 chez Deutsche Telekom. L'année suivante, il est chargé, avec Kurt Biedenkopf, de la médiation entre la Deutsche Bahn et le syndicat des conducteurs de locomotive allemands (DGL).

#### Critique du libéralisme
Ayant fait montre de positions économiques de plus en plus libérales, voire de gauche, Heiner Geißler a alors décrit la situation actuelle en des termes très virulents comme « ultraconservateurs », « turbocapitalisme », « néolibéralisme » ou encore « rétrograde ». Lors d'une interview à Der Spiegel le 16 mai 2007, il annonce avoir rejoint l'organisation altermondialiste ATTAC, dont il dit soutenir les idéaux d'humanisation de la mondialisation. Il dénonce peu de temps après « un système économique dans lequel les fonds spéculatifs fonctionnent de manière incontrôlée, des fonds vautours appelés à faire d'énormes profits au détriment des pays endettés d'Afrique, où la rémunération des actionnaires conduit au licenciement des employés. », ajoutant que l'Union européenne a perdu la confiance du public pour son orientation économique excessive, que le capitalisme, qui ne fait que promouvoir « l'offre et la demande », est aussi mauvais que le communisme, et appelant au retour de l'ancienne économie sociale de marché allemande.

#### Projet ferroviaire Stuttgart 21
Lors d'un discours au Landtag du Bade-Wurtemberg le 6 octobre 2010, le ministre-président Stefan Mappus a annoncé qu'il nommerait Heiner Geißler médiateur entre les autorités et les opposants au projet Stuttgart 21, et que celui-ci aurait pour mission de faire travailler ensemble les opposants, des experts et les promoteurs de ce vaste projet ferroviaire. Cette annonce suit celle de l'Alliance 90 / Les Verts, qui avait évoqué son nom comme modérateur dans ce conflit.